# Club Atlético River Plate
Pour les articles homonymes, voir CARP et River Plate.
Ne doit pas être confondu avec Club Atlético River Plate (Uruguay).
Maillots
Actualités
Le Club Atlético River Plate (CARP), appelé plus couramment River Plate, est un club de football argentin fondé le 25 mai 1901 et basé dans le nord de la ville de Buenos Aires, capitale argentine.
Avec 38 titres de champion d'Argentine depuis l’avènement du professionnalisme en 1931, River Plate est le club le plus titré du pays. Vainqueur de la Copa Libertadores, à quatre reprises, et de la Coupe intercontinentale, il fait aussi partie des clubs les plus prestigieux du continent. Il est classé 3e club sud-américain du XXe siècle par la FIFA, et 4e par l'IFFHS. Le club est résident de l'un des plus grands stades du continent, surnommé El Monumental, dont la capacité est d'environ 85,018 places.
River Plate est le club le plus populaire du pays avec son grand rival Boca Juniors. Dans ce duel, River Plate est considéré comme le club porteño (du nom des habitants de Buenos Aires), soutenu par la bourgeoisie, tandis que Boca représente, lui, les classes sociales pauvres et plus modestes du sud de la ville. Le match entre ces deux géants du football sud-américain donne lieu à l'un des derbys les plus chauds au monde, le Superclásico, rivalité ayant atteint son paroxysme à l'occasion de la finale de la Copa Libertadores 2018 que River Plate remporte aux dépens de son grand rival sur deux manches (2-2 sur le terrain de Boca et 3-1 a.p. au Stade Santiago-Bernabéu de Madrid).

## Histoire

### La naissance du club

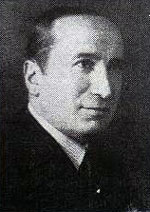
Leopoldo Bard, fondateur et premier président.

Le Club Atlético River Plate est fondé le 25 mai 1901 à Buenos Aires, près du Riachuelo (es) dans le quartier de La Boca. Il est la fusion de deux clubs, Santa Rosa et La Rosales. Livio Ratto, dirigeant de Santa Rosa, propose pour le nouveau club le nom de « Club Atlético Forward » alors que Pedro Martínez, de La Rosales, propose « Club Atlético River Plate ». Martínez aurait lu l'expression « River Plate », traduction en anglais de Río de la Plata, sur un chantier de construction au port, où les marins ont pour habitude de jouer au football lors de leurs pauses. Il est décidé que le nouveau club jouera pour ses débuts dans le stade de La Rosales, situé près de la darse sud. La première équipe du club est composée de Moltedo, Ratto, Cevallos, Peralta, Carrega, Kitzler, Martínez, Flores, Zanni, Messina et Leopoldo Bard, le premier président du club. Le club change bientôt de stade pour jouer dans la ville de Sarandí, à quelques kilomètres au sud de Buenos Aires.
Le 3 avril 1905, des immigrés génois créent un nouveau club dans le quartier de La Boca : Boca Juniors. Les deux clubs deviendront de grands rivaux sportifs. La rencontre des deux équipes est aujourd'hui connue mondialement comme le Superclásico, le match le plus important de la saison en Argentine.

### La période amateur (1901-1930)

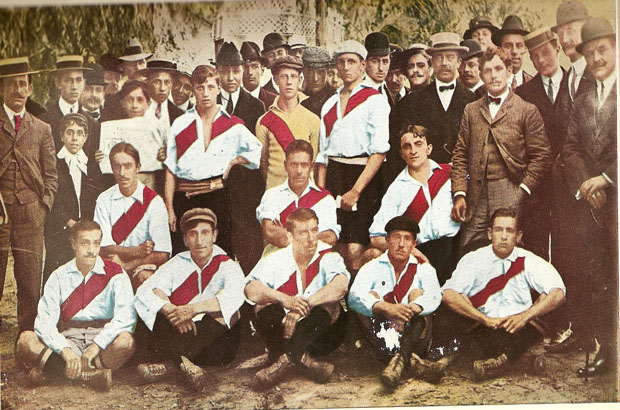
L'équipe de 1908 qui accède à la première division

Le CA River Plate rejoint l'Argentine Football Association en 1905 et joue son premier match en troisième division le 30 avril 1905, où il concède une défaite 3-2 contre l'équipe de la faculté de médecine. L'équipe accède à la deuxième division l'année suivante, et manque de justesse la montée en première division en 1907, après une défaite décisive face au Nacional (0-1). Ce dernier club est cependant bientôt dissous et River Plate reçoit le renfort de plusieurs de ses joueurs. Le 13 décembre 1908, l'équipe joue la montée contre le Racing. Alors que River Plate mène par 2-1 et qu'il ne reste que quelques minutes de jeu, le stade est envahi par ses supporters. Les dirigeants de la fédération décide de faire rejouer le match deux semaines plus tard. Cette fois-ci, River l'emporte 7-0.
En 1909, River Plate est 2e de Primera División derrière Alumni. Le club connaît son pire classement en 1912 en finissant à la dernière place mais la décision de la Fédération de restructurer la première division permet à l'équipe de ne pas descendre en division inférieure. River Plate remporte en 1914 la Copa de Competencia (es), une compétition organisée par la Ligue argentine de football,, puis est de nouveau dauphin, du Racing Club cette fois, en 1917 et 1918. 
En 1920, River Plate remporte son premier titre national, au sein de l'Asociación Amateurs de Football (es), une fédération sécessionniste fondée l'année précédente (Boca Juniors remporte cette même année le titre de l'Asociación Argentina de Football).

### Période professionnelle
En 1931, le football argentin devient professionnel. Le club acquiert Carlos Peucelle puis Bernabé Ferreyra pour des sommes records. Ces investissements et l'emménagement en 1925 de River Plate à Núñez, un quartier huppé de la capitale argentine, en fait un club des « riches », comme le souligne le surnom affublé au club : Los Millonarios en français : « les millionaires ». Dès lors le club s'impose comme l'un des meilleurs du pays, et remporte le championnat régulièrement : 1932, 1936 (deux fois), 1937, etc. Le 25 mai 1938 le club inaugure une nouvelle enceinte, la plus grande du pays : le Stade Monumental.

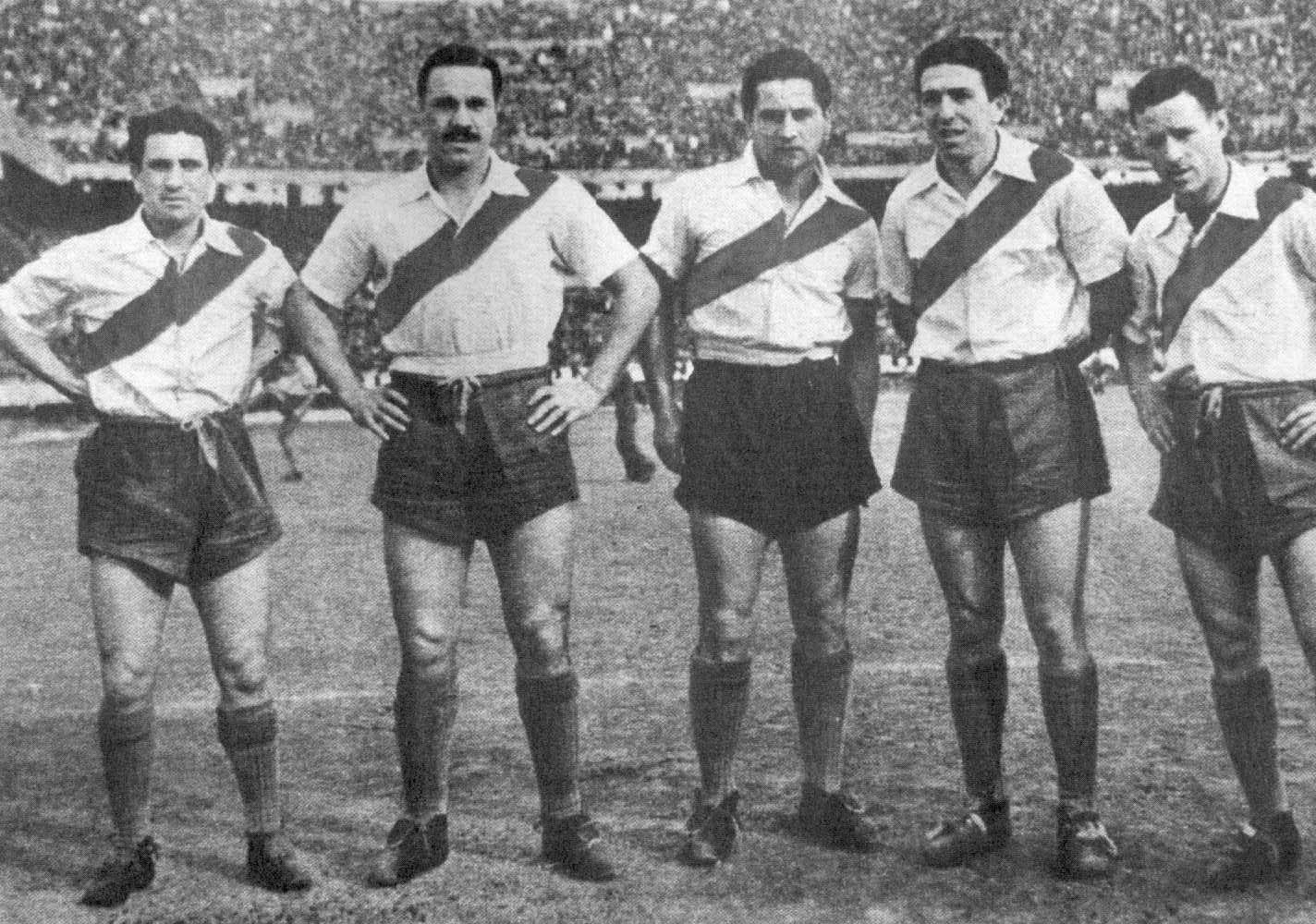
La Máquina en 1941, Juan Muñoz, José Moreno, Adolfo Pedernera, Angel Labruna et Félix Loustau

Dans les années 1940 et 1950, le style de jeu offensif prôné par le club permet l'éclosion de nombreux joueurs spectaculaires. Outre Alfredo Di Stéfano et Omar Sívori, qui s'expatrient rapidement en Europe où ils deviennent de grandes vedettes, Moreno, Muñoz, Pedernera, Labruna et Loustau composent la célèbre Máquina. River Plate remporte pendant cette période dorée quatre titres de champion entre 1941 et 1947, puis cinq autres entre 1952 et 1957. Elle est suivie d'une période sans titre longue de 18 ans, marquée par dix places de dauphin. En 1966, le club atteint la finale de la Copa Libertadores, le tournoi continental, où il s'incline après une finale d'appui face au CA Peñarol, malgré les 17 buts de son attaquant Daniel Onega.

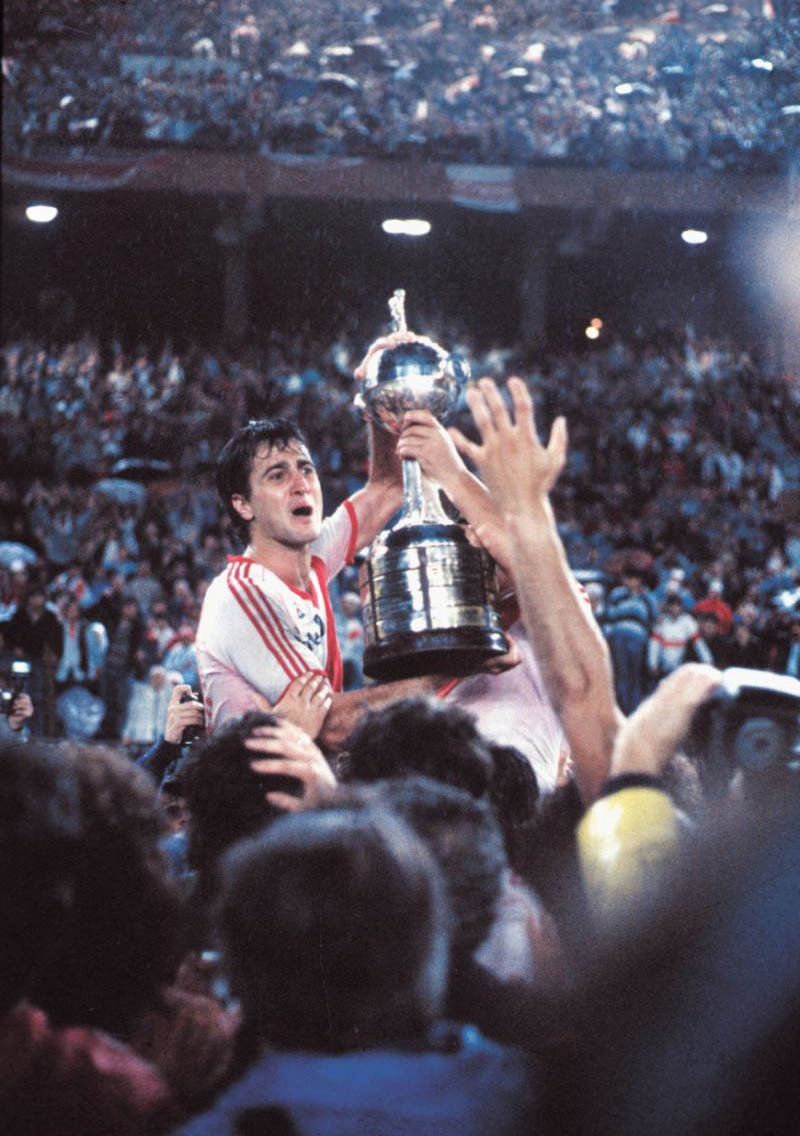
La première Copa Libertadores en 1986.

Le renouveau de River Plate intervient en 1975 avec à la baguette l'entraîneur Ángel Labruna qui dispose de joueurs comme Daniel Passarella ou Norberto Alonso. Le club remporte les deux éditions du championnat en 1975 et redevient l'un des grands du continent sud-américain en atteignant de nouveau la finale de la Copa Libertadores. Mais il s'incline une nouvelle fois en match d'appui, face à Cruzeiro. Labruna remporte quatre autres championnats avant son départ en 1981. 
L'Uruguayen Enzo Francescoli, surnommé El Príncipe, offre en 1986 le championnat à son club, avant de partir en Europe. Même privé de son attaquant vedette, River Plate brille et remporte enfin la Copa Libertadores pendant l'automne face à América de Cali, puis la Coupe intercontinentale en décembre, face au Steaua Bucarest, grâce à un coup franc d'Alzamendi. L'année suivante, River remporte la Copa Interamericana.
Les années 1990 et 2000 voient l'éclosion de très nombreux joueurs, tels Gabriel Batistuta, Roberto Ayala, Hernán Crespo, Pablo Aimar ou encore Javier Mascherano, qui marquent chacun leur tour l'histoire du club. Le 26 juin 1996, River Plate remporte sa deuxième Copa Libertadores grâce à un doublé de Hernán Crespo, face à América de Cali encore. Il remporte les années suivantes de nombreux titres de champion, en 1997, 1999, 2000, 2002, 2003, 2004 et 2008. 
Lors de la saison 2010-2011, et ce pour la première fois de son histoire, le club descend à l'issue d'un ultime barrage face à Belgrano, perdu quinze ans jour pour jour après sa 2e victoire en Copa Libertadores. Le 23 juin 2012, River Plate retrouve l'élite grâce à un doublé de David Trezeguet face à Almirante Brown.
Avec l'arrivée de Marcelo Gallardo, ancien joueur du club, comme entraîneur en 2014, River Plate remporte de nombreux titres internationaux, s'imposant de nouveau comme l'un des clubs majeurs du continent latino-américain : ainsi, six mois après la nomination de Gallardo comme entraîneur, River gagne sa première Copa Sudamericana, équivalent sud-américain de la Ligue Europa, en éliminant le rival historique Boca Juniors en demi-finale (0-0 à l'aller, 1-0 au retour) puis en battant les Colombiens de l'Atlético Nacional en finale (1-1 à l'aller, 2-0 au retour). Lors de la saison suivante, le club remporte la troisième Copa Libertadores de son histoire, en s'imposant 3-0 lors du match retour face aux Tigres méxicains d'André-Pierre Gignac. En novembre 2018, River et Boca s'affrontent pour la première fois en finale de la Copa Libertadores, offrant un Superclasico historique : après un match nul 2-2 à la Bombonera, le match retour prévu au Monumental est reporté et finalement relocalisé au stade Santiago Bernabeu à Madrid, après le caillassage du bus de Boca par les supporters de River. Finalement, le 9 décembre, le club porteño s'impose 3-1 après prolongations et décroche sa quatrième Copa Libertadores, grâce notamment à un but magnifique du Colombien Juan Fernando Quintero à la 110ème minute de jeu. Lors de l'édition suivante, les Millonarios retrouvent une nouvelle fois les Xeneizes en demi-finale, et se qualifient pour leur deuxième finale consécutive après une victoire 2-0 à l'aller et une défaite 0-1 au retour. En finale face au club brésilien de Flamengo, River mène 1-0 jusqu'à la 89ème minute grâce à un but de Rafael Borré, mais en trois minutes l'attaquant brésilien Gabriel Barbosa inscrit un doublé pour renverser le score et offrir la Copa Libertadores au club de Rio de Janeiro.
Par ailleurs, depuis l'arrivée de Gallardo comme entraîneur, River Plate remporte à trois reprises la Recopa Sudamericana, qui voit s'affronter les vainqueurs de la Copa Libertadores et de la Copa Sudamericana, en 2015, 2016 et 2019. Sur la scène nationale, les Millonarios gagnent la Coupe d'Argentine en 2016, 2017 et 2019, ainsi que la Supercoupe d'Argentine en 2017 face à Boca (victoire 2-0). En 2021, River s'adjuge son 37ème titre de champion national après sa victoire à domicile face au Racing (4-0). En octobre 2022, Marcelo Gallardo annonce son départ du club après 8 ans et demi passés sur le banc, période au cours de laquelle il a glané 14 trophées, dont deux Copa Libertadores et un Championnat.   

## Palmarès
Avec 38 titres de champion, l'équipe de River Plate est l'équipe la plus titrée d'Argentine. Au niveau international, River Plate a remporté notamment 4 Copas Libertadores (1986, 1996, 2015, 2018) et une Coupe intercontinentale (1986). 
Le championnat d'Argentine (espagnol : Primera División) est d'abord une compétition amateur de 1891 à 1934. Entre 1966 et 1985, le championnat est scindé en deux groupes : Metropolitano et Nacional. En 1986, une poule unique est mise en place puis en 1991, une nouvelle réforme met en place une nouvelle scission entre les matchs aller et les matchs retour. Les matchs aller constituent désormais le tournoi d'Ouverture dit Apertura tandis que les matchs retours constituent le tournoi dit de Clôture Clausura. Entre 1966 et 1985 puis depuis 1991, il y a donc deux possibilités pour le club d'être sacré chaque année. 
| Compétitions nationales | Compétitions internationales |
| - Championnat d'Argentine (unique) (38) (record) : - Champion : 1920 Am. (amateur), 1932, 1936, 1936 (Copa de Oro), 1937, 1941, 1942, 1945, 1947, 1952, 1953, 1955, 1956, 1957, 1975 Metropolitano, 1975 Nacional, 1977, 1979 Metropolitano, 1979 Nacional, 1980, 1981 Nacional, 1986, 1990, 1991 Apertura, 1993 Apertura, 1994 Apertura, 1996 Apertura, 1997 Apertura, 1997 Clausura, 1999 Apertura, 2000 Clausura, 2002 Clausura, 2003 Clausura, 2004 Clausura, 2008 Clausura, 2014 Final, 2021, 2023 - Champion d'Argentine de D2 (2) : - 1908 et 2012 - Coupes domestiques (13) : - Copa de Competencia Jockey Club : 1914 - Copa de Competencia : 1932 - Copa Dr. Carlos Ibarguren (4) : 1937, 1941, 1942 et 1952 - Copa Adrian C. Escobar : 1941 - Copa Campeonato : 2014 - Copa Argentina (3) : 2016, 2017 et 2019 - Supercopa Argentina (4) : 2017, 2019, 2023 et 2024 | - Coupe intercontinentale (1) : - Vainqueur : 1986 - Finaliste : 1996 - Coupe du monde des clubs : - Finaliste : 2015 - Troisième : 2018 - Copa Libertadores (4) : - Vainqueur : 1986, 1996, 2015 et 2018 - Finaliste : 1966, 1976 et 2019 - Copa Sudamericana (1) : - Vainqueur : 2014 - Finaliste : 2003 - Recopa Sudamericana (3) : - Vainqueur : 2015, 2016 et 2019 - Finaliste : 1997 et 1998 - Supercopa Sudamericana (1) : - Vainqueur : 1997 - Finaliste : 1991 - Copa Interamericana (1) : - Vainqueur : 1987 - Copa Suruga Bank (1) : - Vainqueur : 2015 - Supercoupe euroaméricaine (1) : - Vainqueur : 2015 - Cup Tie Competition (1) : - Vainqueur : 1914 - Copa Aldao (6) : - Vainqueur : 1936, 1937, 1941, 1945 1947 et 1957 - Copa Libertadores Sub-20 (1) : - Vainqueur : 2012 |

## Identité du club

### Couleurs
Le club est célèbre pour son maillot blanc barré d'une ligne diagonale de couleur rouge. Ce maillot apparaît pour la première fois en 1908, après un carnaval où des joueurs ont l'idée de décorer le maillot blanc de l'équipe. Le blanc et le rouge reprennent les couleurs de la ville de Gênes en Italie, dont sont originaires de nombreux immigrés du quartier de La Boca. Il devient le maillot principal du club à l'avénement du professionnalisme en Argentine en 1932. En 1950, les dirigeants du club envoient deux jeux de maillots au Rayo Vallecano à Madrid, qui adopte les couleurs de River Plate.
| 1901-1908 | 1908-1909 | 1909-1932 | Depuis 1932 |

Depuis 1982, l'équipementier du club est Adidas (mis à jour en 2023).

### Logos

Logo jusqu'en 2022.
Logo depuis 2022.

## Infrastructures
El Monumental, de son nom officiel Estadio Monumental Antonio Vespucio Liberti, est le stade de résidence de River Plate. Il est situé dans le quartier de Belgrano, au nord de Buenos Aires. Il est inauguré le 25 mai 1938. 
Depuis 1986, l'enceinte est officiellement l'Estadio Monumental Antonio Vespucio Liberti, du nom de l'ancien président du club de River Plate qui a lancé sa construction 
À la suite de travaux effectués en 2023, il est le plus grande stade d'Argentine et d'Amérique du Sud avec sa capacité de 83 214 places, il accueille la majorité des rencontres de l'équipe nationale.

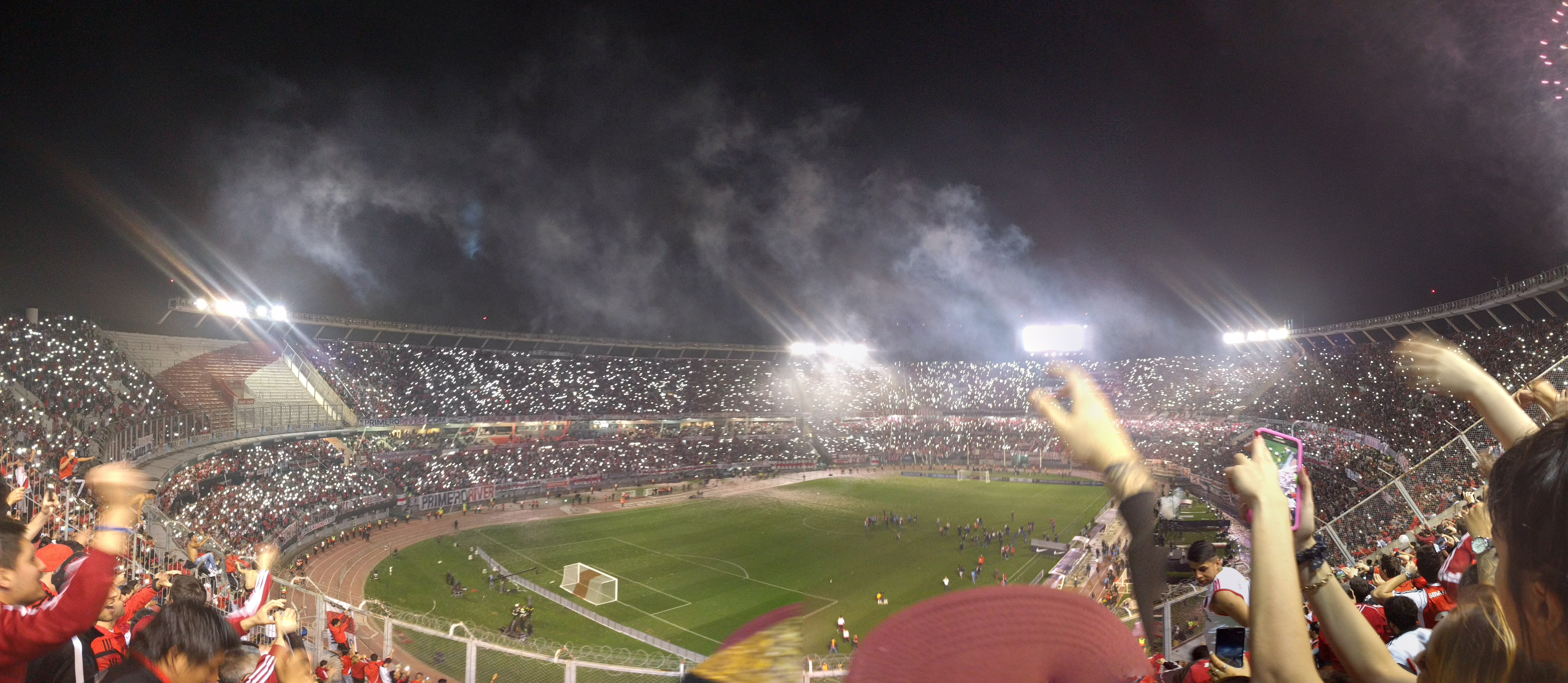
Panorama du Stade Monumental
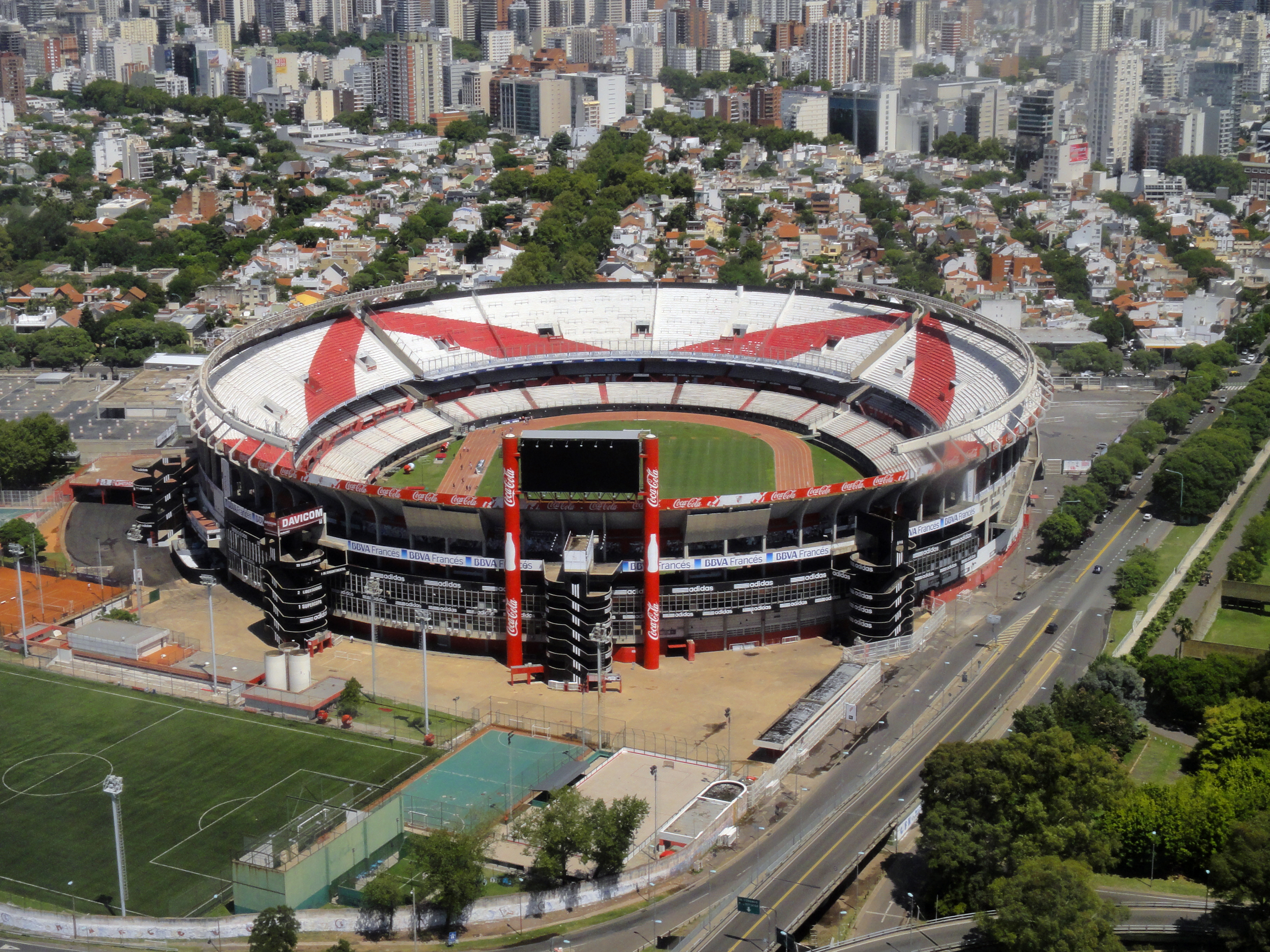
El Monumental

## Personnalités du club

### Joueurs emblématiques
| #  | Joueur          | Matchs |
| -- | --------------- | ------ |
| 1  | Amadeo Carrizo  | 552    |
| 2  | Ángel Labruna   | 533    |
| 3  | Reinaldo Merlo  | 526    |
| 4  | Juan José López | 466    |
| 5  | Carlos Peucelle | 407    |
| 6  | Norberto Yácono | 393    |
| 7  | Oscar Más       | 382    |
| 8  | Norberto Alonso | 374    |
| 9  | Félix Loustau   | 365    |
| 10 | Ubaldo Fillol   | 360    |

| #  | Joueur               | Buts |
| -- | -------------------- | ---- |
| 1  | Ángel Labruna        | 317  |
| 2  | Oscar Más            | 198  |
| 3  | Bernabé Ferreyra     | 187  |
| 4  | José Manuel Moreno   | 180  |
| 5  | Norberto Alonso      | 149  |
| 6  | Enzo Francéscoli     | 136  |
| 7  | Adolfo Pedernera     | 131  |
| 8  | Carlos Peucelle      | 113  |
| 9  | Carlos Manuel Morete | 103  |
| 10 | Fernando Cavenaghi   | 101  |

L'équipe ayant obtenu la première accession du club en première division est composée de Luraschi, Chiappe et Politano, Messina, Morroni et Chagneaud, Anapodisto García, Grifero, Abaca Gómez, Elías Fernández et Priano.
Carlos Peucelle a brillé pendant dix saisons comme attaquant avec River Plate. Bernabé Ferreyra a inscrit 187 buts en 185 matchs. La Máquina qui domine le football argentin dans les années 1940 est notamment formée de Juan Carlos Muñoz, José Manuel Moreno, Adolfo Pedernera, Ángel Labruna et Félix Loustau. José Manuel Moreno est considéré comme l'un des meilleurs joueurs ayant jamais porté le maillot de River Plate. Ángel Labruna est le meilleur buteur de l'histoire du club avec 293 réalisations. Alfredo Di Stéfano s'est fait connaître du monde entier à River avant de poursuivre sa carrière au Real Madrid. Amadeo Carrizo a été un gardien de but novateur. Ermindo Onega est un attaquant prolifique dans les années 1960. Norberto Alonso est l'un des joueurs les plus célèbres de l'histoire du club. Enzo Francescoli remporte sept titres lors de ses deux passages au club. Hernán Crespo commence sa carrière à River Plate, avec lequel il remporte le championnat quatre fois.
En 1986, année glorieuse pour le club, trois membres de la sélection argentine championne du monde viennent de River Plate : le gardien Nery Pumpido, le rude défenseur Oscar Ruggeri et le talentueux milieu de terrain Hector Enrique. Huit ans plus tôt, ils étaient six à avoir remporté la première Coupe du monde de l'Argentine : le gardien Ubaldo Fillol, le défenseur et capitaine Daniel Passarella, le milieu Norberto Alonso et les attaquants Leopoldo Luque et Oscar Ortiz. À part Alonso, tous jouent la finale.
Les années 1990 et 2000 voient l'éclosion de très nombreux joueurs à River Plate, tels Claudio Caniggia, Gabriel Batistuta, Leonardo Astrada, Roberto Ayala, Ariel Ortega, Juan Pablo Sorín, Diego Placente, Marcelo Salas, Hernán Crespo, Marcelo Gallardo, Martín Demichelis, Claudio Husaín, Franco Costanzo, Pablo Aimar, Javier Saviola, Juan Pablo Ángel, Fernando Cavenaghi, Andrés D'Alessandro, Lucho González, Javier Mascherano ou encore Gonzalo Higuaín. Ils marquent chacun leur tour l'histoire du club avant de rejoindre l'Europe. Dans la décennie 2010, notons Emanuel Mammana, premier joueur depuis Javier Mascherano à devenir international argentin avant d'avoir disputé son premier match professionnel. 

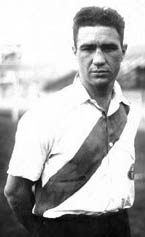
Carlos Peucelle
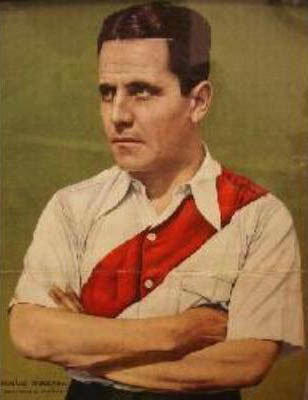
Bernabé Ferreyra
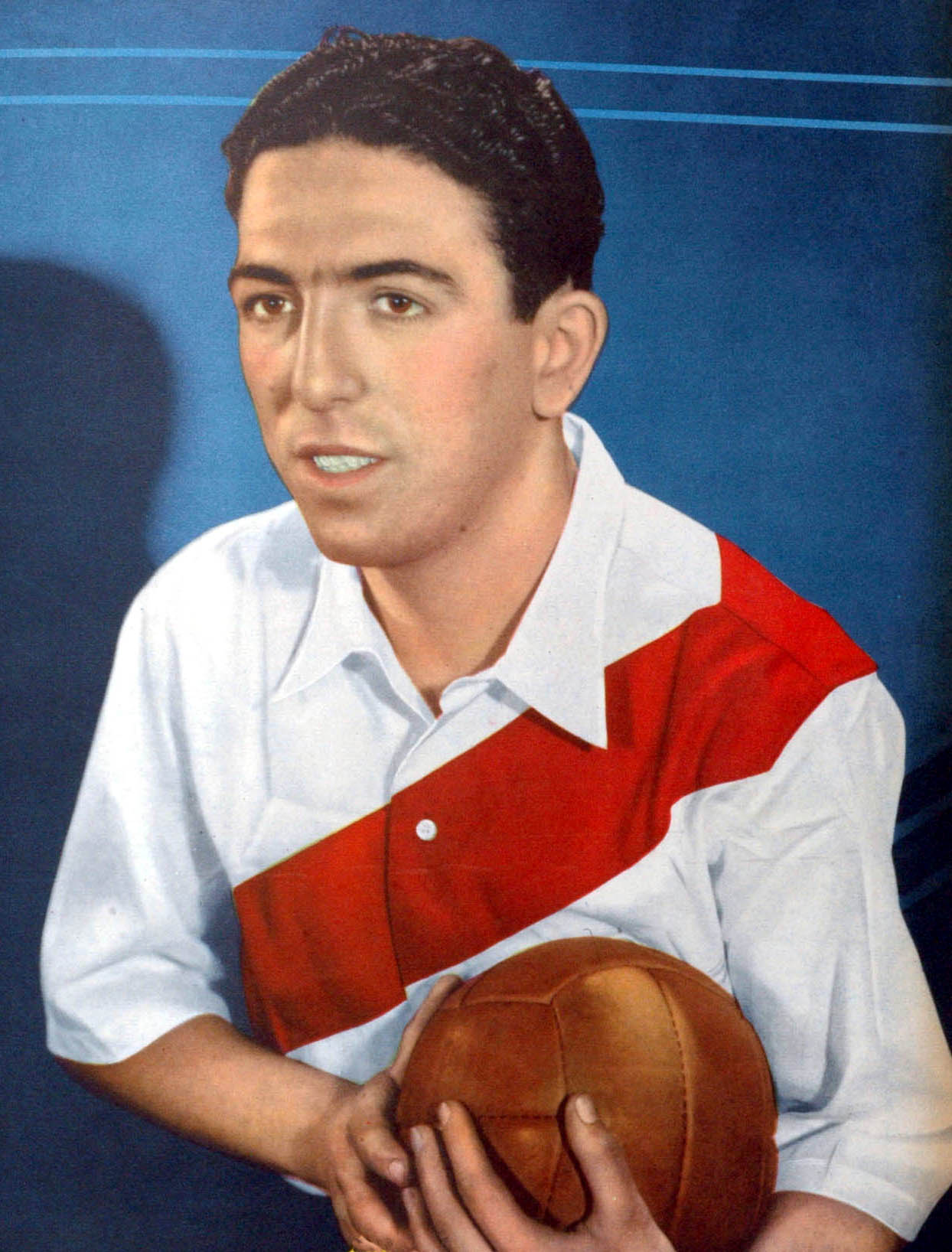
Ángel Labruna
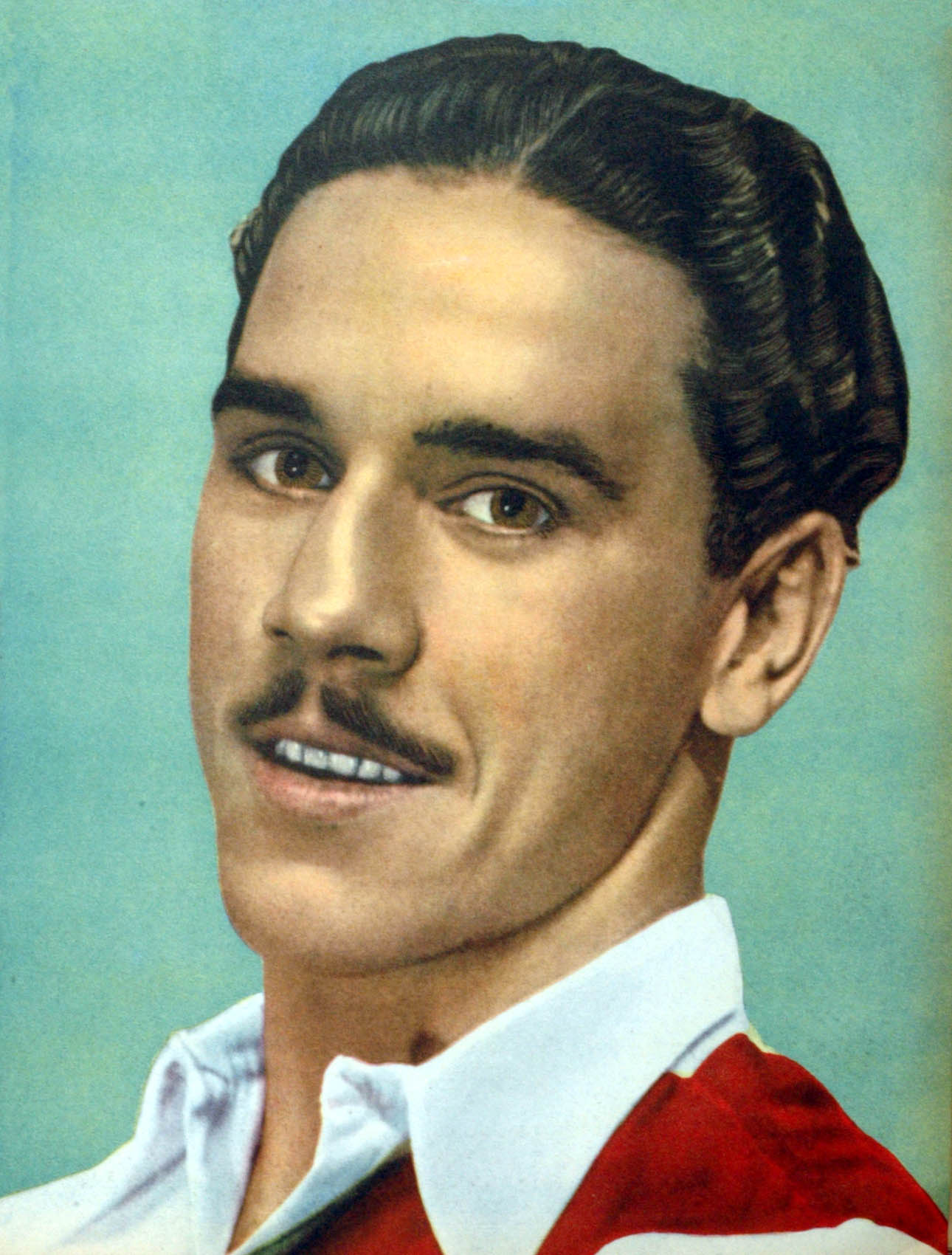
José Manuel Moreno
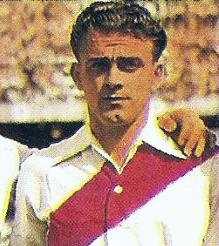
Alfredo Di Stéfano
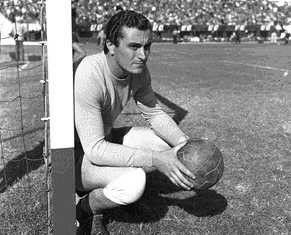
Amadeo Carrizo
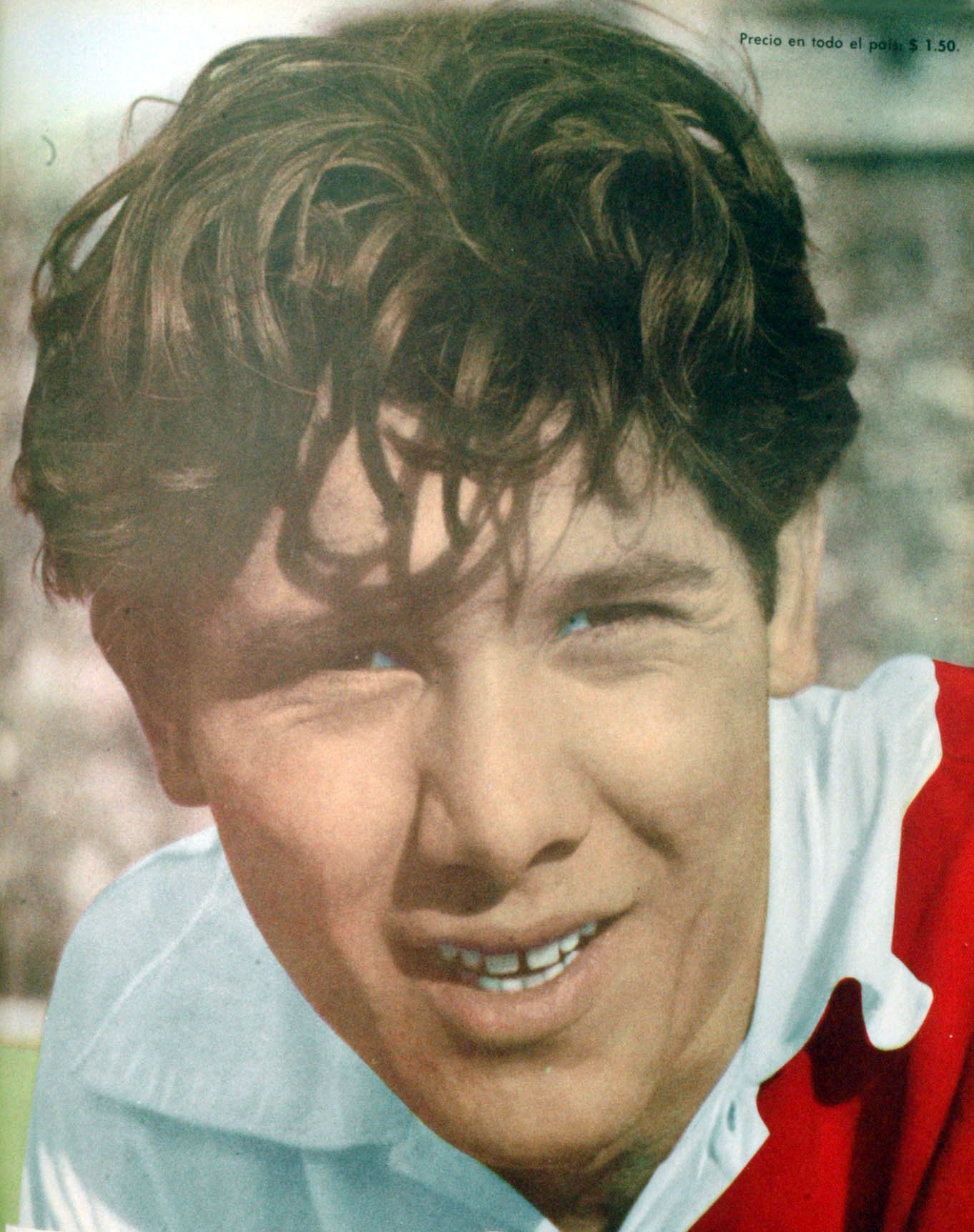
Omar Sívori
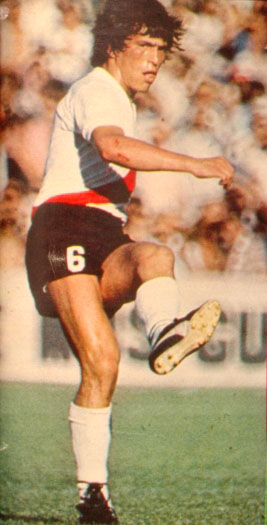
Daniel Passarella
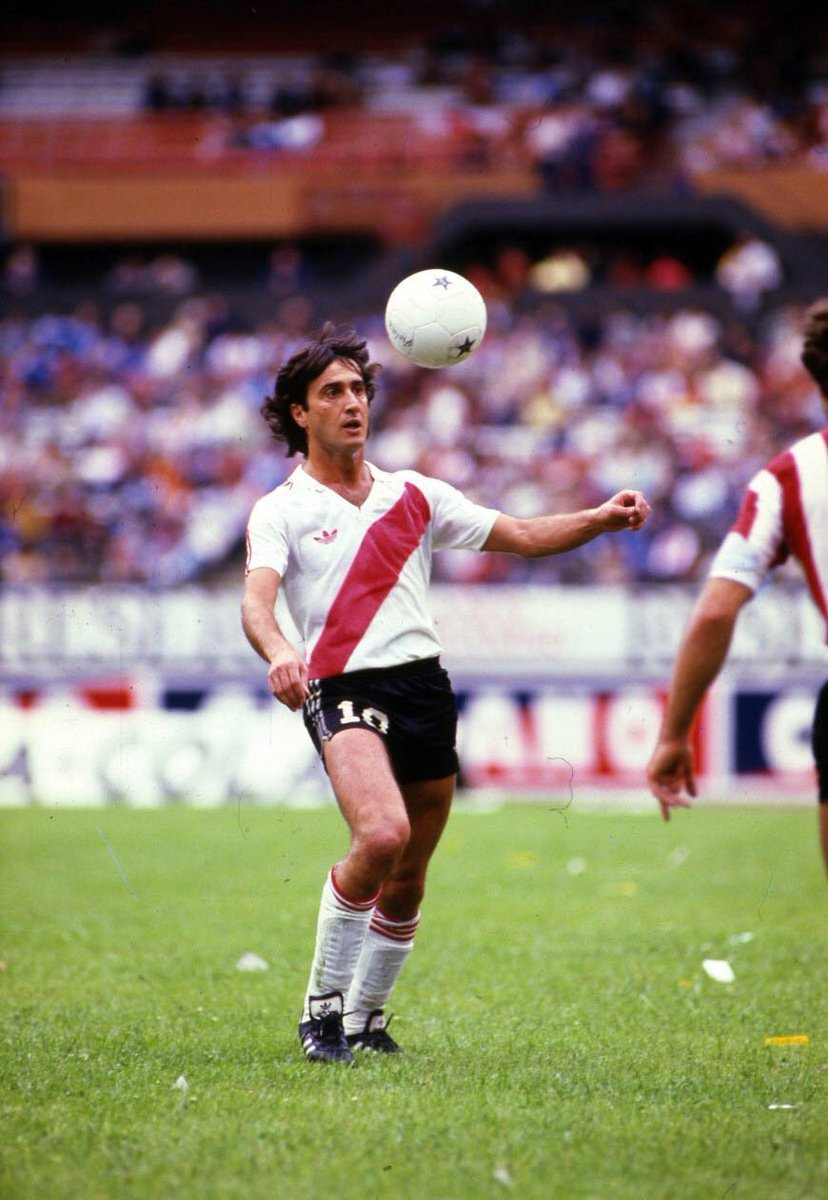
Norberto Alonso
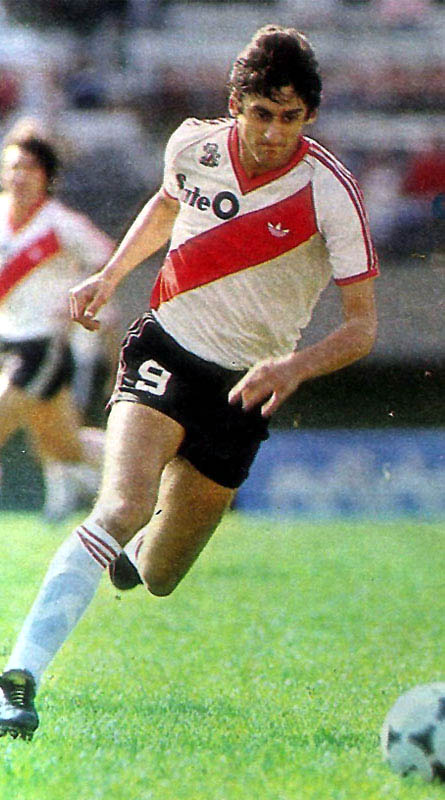
Enzo Francescoli
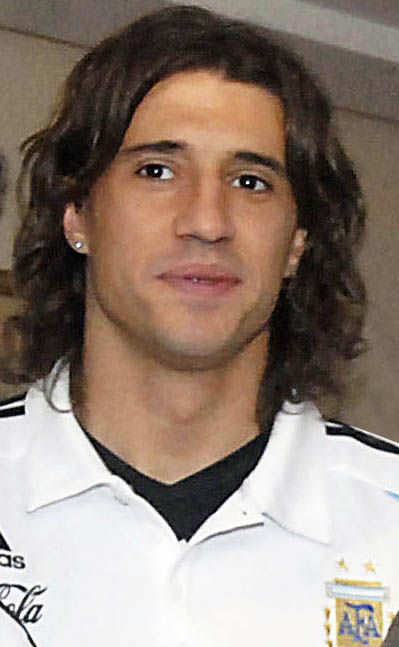
Hernán Crespo
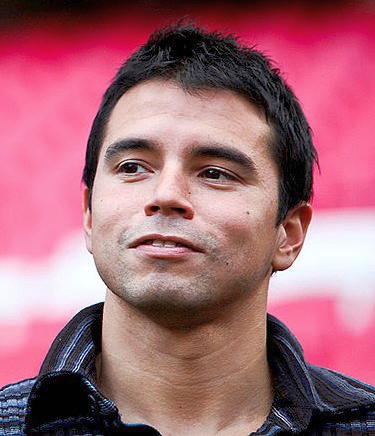
Javier Saviola
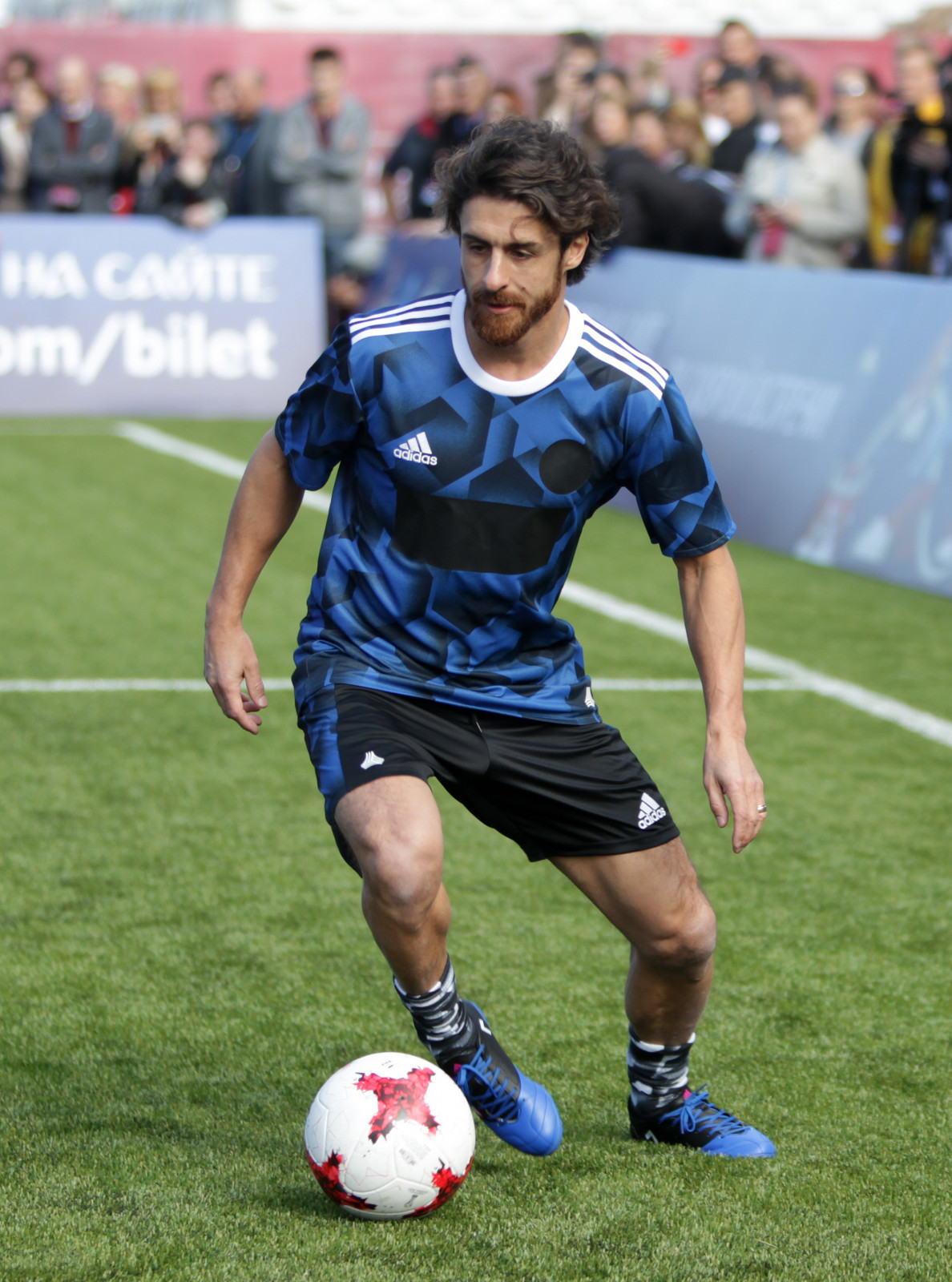
Pablo Aimar
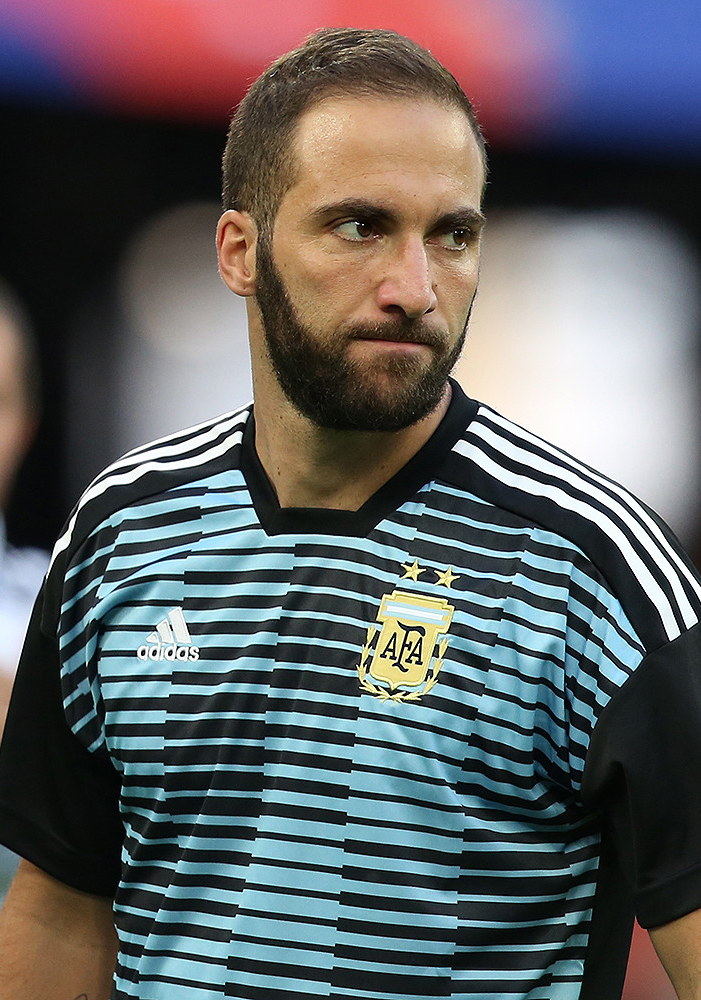
Gonzalo Higuaín
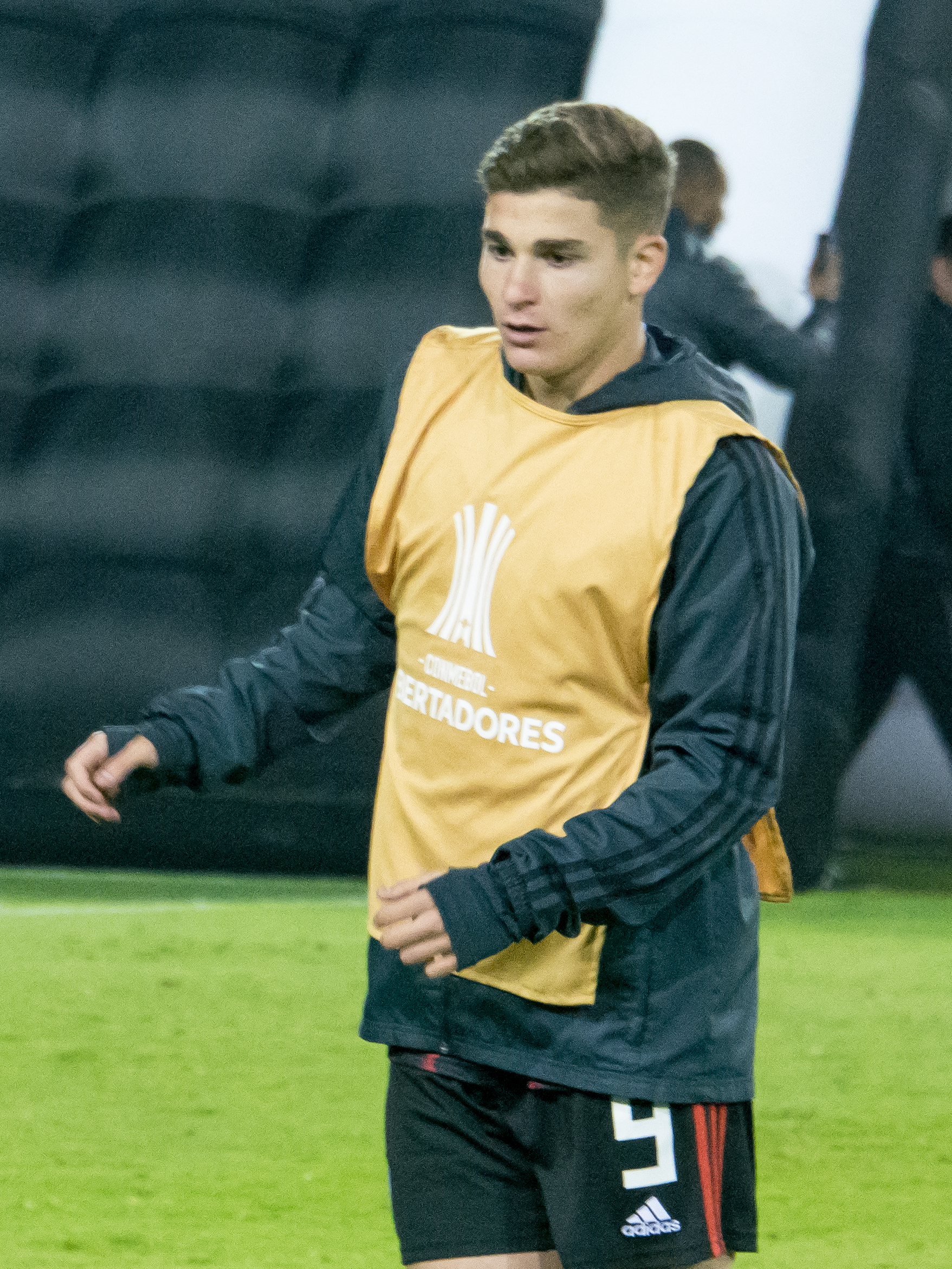
Julián Álvarez

### Entraîneurs du passé
L'entraîneur ayant connu le plus grand succès à River Plate est Marcello Gallardo lors de son passage entre 2014 et 2022 avec 14 trophées, dont deux Copa Libertadores (2015, 2018), une Copa Sudamericana (2014) et un Championnat (2021). Il remporte aussi trois Coupes d'Argentine en (2016, 2017 et 2019), la Supercoupe d'Argentine (2017 et 2019), trois Recopa Sudamericana (2015, 2016 et 2019) et une Copa Surugabank en 2015. 
Un autre entraîneur mythique du club est Ramón Díaz, avec neuf titres en trois mandats (1995-2000, 2001-2002 et 2012-2014), dont six championnats d'Argentine (Apertura 1996, Clausura et Apertura 1997, Apertura 1999, Clausura 2002 et Final 2014), la Copa Libertadores de 1996 et la Supercopa Sudamericana de 1997. José María Minella remporte lui sept fois le championnat pendant son passage au club (1945, 1947, 1952, 1953, 1955, 1956 et 1957). 
Ángel Labruna connaît une carrière exceptionnelle à River Plate aussi bien comme joueur (il est le meilleur buteur de l'histoire du club) que comme entraîneur, avec lequel il remporte le championnat à six reprises (Metropolitano et Nacional 1975, Metropolitano 1977, Nacional et Metropolitano 1979 et Metropolitano 1980) avant son décès subite en 1983.
Avec Marcello Gallardo et Ramón Díaz, le seul autre entraîneur à avoir remporté la Copa Libertadores est le « fantasque » Héctor Veira, surnommé « Bambino », en 1986. Il réalise cette année-là le triplé Championnat-Libertadores-Coupe intercontinentale. 
Liste des entraîneurs du CA River Plate
- 1931-1933 :  Víctor Camaño
- 1934-1938, 1961 :  Emérico Hirschl
- 1939–1944, 1965 :  Renato Cesarini
- 1945-1959, 1963 :  José María Minella
- 1960 :  Alejandro Galán
- 1961-1962, 1974 :  Néstor Rául Rossi
- 1967 :  Juan Carlos Lorenzo
- 1967 :  José D'Amico
- 1968-1970, 1975-1981 :  Ángel Labruna
- 1970-1971 :  Didi
- 1972 :  Juan Urriolabeitía
- 1973 :  Delém
- 1981-1982 :  Alfredo Di Stéfano
- 1983 :  José Varacka
- 1983 :  Martín Pando (intérimaire)
- 1984 :  Luis Cubilla
- 1984-1987 :  Héctor Veira
- 1987 :  Fernando Areán (intérimaire)
- 1987-1988 :  Carlos Griguol
- 1988-1989 :  César Luis Menotti
- 1989, 2005 :  Reinaldo Merlo
- 1990-1994 :  Daniel Passarella
- 1994, 2000-2001 :  Américo Gallego
- 1995 :  Carlos Babington
- 1995–1999, 2001-2002 :  Ramón Díaz
- 2002–2003 :  Manuel Pellegrini
- 2004-2005 :  Leonardo Astrada
- 2005-2006 :  Reinaldo Merlo
- 2006-2007 :  Daniel Passarella
- 2007 :  Jorge Gordillo (intérimaire)
- 2008 :  Diego Simeone
- 2008 :  Gabriel Rodríguez (intérimaire)
- 2009 :  Néstor Gorosito
- 2009-2010 :  Leonardo Astrada
- 2010 :  Ángel Cappa
- 2010-2011 :  Juan Jose López
- 2011-2012 :  Matías Almeyda
- 2013-2014 :  Ramón Díaz
- 2014-oct. 2022   Marcelo Gallardo
- nov. 2022-juil. 2024 :  Martín Demichelis
- depuis août 2024 :  Marcelo Gallardo

## Effectif professionnel actuel
Le premier tableau liste l'effectif professionnel de River Plate pour la saison 2025. Le second recense les prêts effectués par le club lors de cette même saison.
En grisé, les sélections de joueurs internationaux chez les jeunes mais n'ayant jamais été appelés aux échelons supérieurs une fois l'âge-limite dépassé ou les joueurs ayant pris leur retraite internationale.

## Culture populaire

### Surnoms

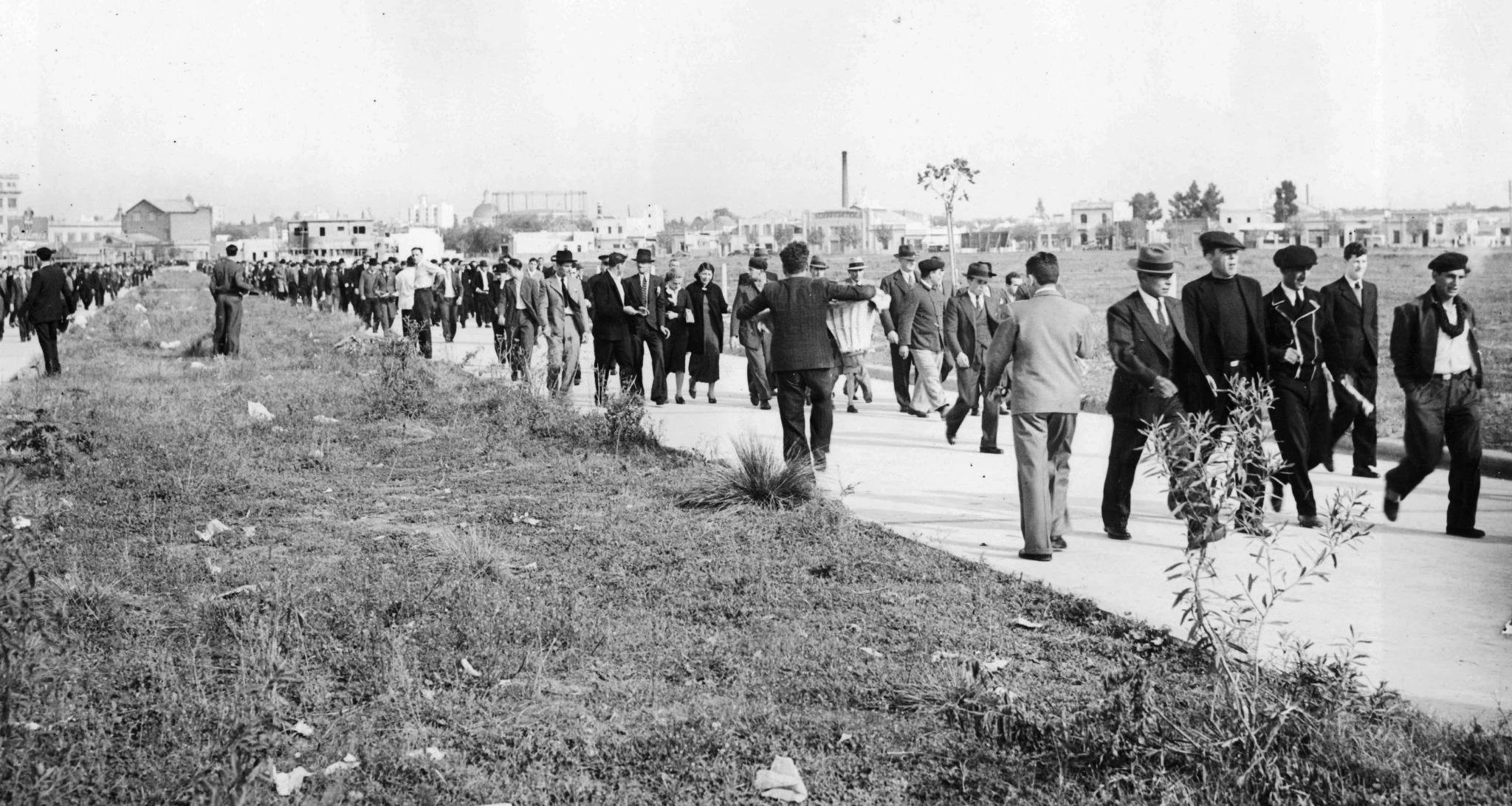
River Plate supporters marchant vers le stade en 1938.

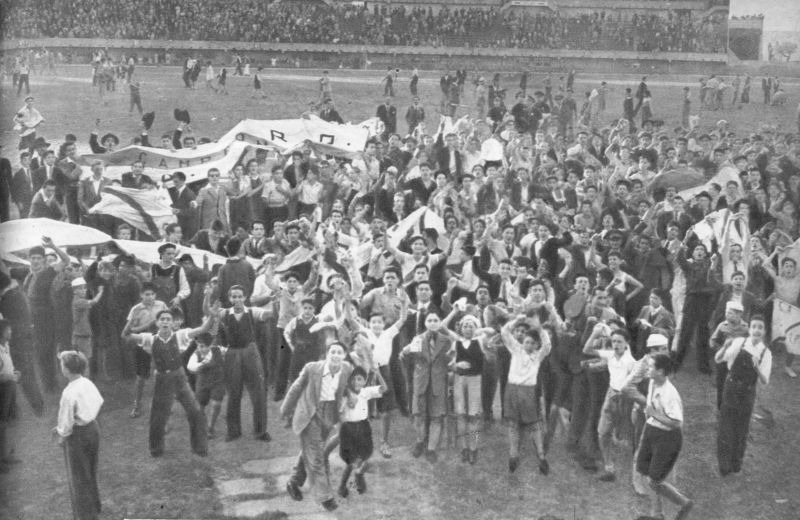
Les fans envahissent le terrain pour célébrer le championnat en 1945.

Comme la majorité des clubs argentins, River Plate possède de nombreux surnoms liés à son histoire :
- Los Millonarios (les millionnaires) : les supporters de River Plate et la presse surnommèrent les joueurs Los Millonarios quand, dans les années 1930, River dépensait de grosses sommes pour acquérir des joueurs, comme Carlos Peucelle en 1931 ou Bernabé Ferreyra en 1932[1]. Ce surnom revint à la fin des années 1970, quand plusieurs spécialistes s'accordaient pour dire que l'équipe de River était sans doute la plus chère au monde.
- Las Gallinas (les poulets) : surnom donné à la suite de la défaite la finale de la Copa Libertadores qui oppose River à Peñarol le 20 mai 1966. Où River, après avoir mené 2-0 se fit battre 2-4[3]. A l'hôtel après le match, un joueur de Peñarol prend le micro et déclare « avec vous champion d’Amérique et au dîner, les poulets de River !». À son retour au pays, River s’est déplacé à Banfield pour un match de championnat et des supporters ont lancé une poule avec un ruban rouge depuis les gradins[32]. Quelque temps plus tard, les supporters du Millonario ont adopté la moquerie comme un symbole et ont même composé une chanson bien connue : « Señores, yo soy del gallinero » (Messieurs, je suis du poulailler).
- El equipo de la banda roja (l'équipe à la bande rouge) : ou tout simplement la banda (la bande) en raison de leur emblème (ce qui peut aussi avoir une connotation de "gang" ou de groupe musical).
- La Máquina (la machine) : dans les années 1940, l'équipe est surnommée ainsi quand elle domine le championnat grâce à sa puissance offensive. Ce surnom a été repris dans les années 1990 avec la Maquinita (la petite machine), quand l'équipe s'est imposée en Copa Libertadores en 1996, Supercopa Sudamericana en 1997 et dans trois tournois consécutifs (Ouv. 1996, Clô. 1997 et Ouv. 1997).

### Popularité
River Plate et son grand rival Boca Juniors sont les deux clubs les plus populaires du pays et font partie des Cinq grands du football argentin. Deux études dans les années 2000 indiquent que River Plate est soutenu par 31 à 33 % des Argentins, contre 40 % à 42 % pour Boca Juniors et environ 5 % pour Independiente,.
Selon un classement publié par la CONMEBOL en 2019, c'est le cinquième club le plus populaire d'Amérique et le deuxième d'Argentine avec plus de 15 millions de supporters dans tout le pays. Dans un classement publié en 2018 par la Bundesliga  concernant les clubs avec le plus de membres dans le monde, River était en sixième position avec 146 000 abonnés.
| Pos.                     | Equipe        | % de supporters |
| ------------------------ | ------------- | --------------- |
| 1er                      | Boca Juniors  | 42,10 %         |
| 2ème                     | River Plate   | 35,30 %         |
| 3ème                     | Independiente | 4,90 %\|        |
| 4ème                     | Racing Club   | 4,80 %\|        |
| 5ème                     | San Lorenzo   | 3,20 %          |
| Info Cielo, 26 mai 2022. |               |                 |

### Rivalités
Le Superclásico oppose River Plate au CA Boca Juniors, les deux équipes les plus populaires et les plus titrées d'Argentine. Leur confrontation est l'un des duels les plus célèbres du football mondial. Les deux clubs ont été fondés à la même période dans le même quartier populaire de Buenos Aires, la Boca. Proximité géographique, rivalité sportive et rivalité de classe ont depuis nourri la rivalité entre les deux institutions,,,.
On estime que les deux clubs concentrent près de trois quarts de tous les supporters de football du pays (environ 40 % pour Boca Juniors et 30 % pour River Plate), preuve de l'importance du match dans la saison argentine. Leurs rencontres sont particulièrement réputées pour la passion des supporters des deux camps et les animations déployées à cette occasion. En 2004, le magazine anglais The Observer inscrit le Superclásico dans sa liste des cinquante expériences sportives à connaître avant de mourir.
En novembre 2020, 260 rencontres officielles ont opposé les deux équipes depuis leur première confrontation en 1913, dont 214 en championnat d'Argentine (78 victoires pour Boca, 71 pour River).

## Autres sections

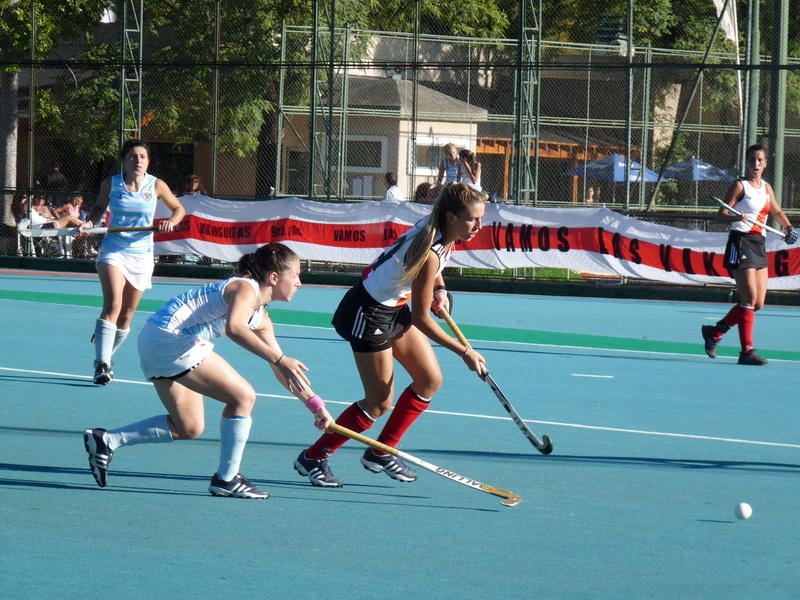
Hockey sur gazon à River Plate.

Bien que sa section football soit la plus célèbre, le CA River Plate est un club omnisports, qui accueille de nombreux sports : athlétisme, pelote basque, basket-ball, gymnastique, handball, hockey sur gazon, karaté, roller hockey, natation, tennis, volley-ball et waterpolo notamment.
Il dispose d'équipes professionnelles en handball et volley-ball. Son équipe de basket-ball a été proche de remporter le championnat argentin dans les années 1980 puis 2000, avant de disparaitre en 2006.

### Filmographie
- (es) La Historia De River Plate : 1901-1975, 1976-1986, 1987-1999, 2000-2006 (collection de 4 DVD), TyC Sports, Argentine, 2007.